# George D. Wallace
George Dewey Wallace (n. 8 iunie 1917, New York City, New York, SUA – d. 22 iulie 2005, Los Angeles, California, SUA) a fost un actor american.

## Filmografie parțială
- Man in the Saddle (1951)
- Japanese War Bride (1952)
- Radar Men from the Moon (1952)
- Kansas City Confidential  (1952)
- Million Dollar Mermaid (1952)
- The Lawless Breed (1952)
- Arena  (1953)
- Border River (1954)
- The Human Jungle (1954)
- Destry (1954)
- Man Without a Star (1955)
- The Second Great Sex (1955)
- Forbidden Planet (1956)
- Six Black Horses  (1962)
- Texas Across the River  (1966)
- Skin Game (1971)
- The Towering Inferno  (1974)
- Native Son  (1986)
- Punchline  (1988)
- Postcards from the Edge  (1990)
- The Swinging Cheerleaders (1974)
- The Boys (1991)
- Defending Your Life  (1991)
- The Haunted  (1991) - film tv
- Diggstown  (1992)
- My Girl 2  (1994)
- Almost Dead  (1994)
- Multiplicity  (1996)
- Forces of Nature (1999)
- Omul bicentenar (1999)
- Minority Report (2002)